# 狐狸緣全傳
《狐狸緣全傳》又稱《狐仙竊寶錄》，是清朝小說家醉月山人著。光緒年間依據彈詞《青石山》改編的小說，為敦厚堂刊本，共六卷二十二回。講述書生周信聰明儒雅，風流飄逸，與青石山九尾狐玉面仙姑相戀，終因病不起之志怪小說，小說具有濃郁民間色彩，堪稱白話志怪小說之佳作。

## 內容概述
《狐狸緣全傳》講述浙西寧波縣城外有座高山，名為青石山，山內有一古洞為嵯岈洞。此嵯岈古洞因無修行養性的真人居住，於是洞內便孳生許多妖狐，其中為首的是九尾玄狐，群妖稱牠為玉面仙姑，九千餘年的道行，能將黑變白，因先從面上變起，故名曰「玉面」，時常變化為絕色美女，在外閒遊。
這日清明佳節，春光明媚，玉面仙姑變成絕色女子，下了山逕遊玩。遇見正在祭掃墳墓的書生周信，周信聰明儒雅，風流飄逸與山野農夫田園俗子不大相同，便深深吸引了玉面，玉面便使狐妖之逞媚人之術，周信三魂便被她攝去，與青山石九尾狐玉面仙姑相戀。
受魅惑的周信，因不敵玉面仙姑身上的妖氣，至一段時間後，便久病不起。周信奴僕，先後請呂洞賓、李天王、哪吒、二郎神鎮壓驅除，玉面仙姑亦請雲蘿仙姑、鳳蕭仙子相助抗爭。激烈爭戰後，玉面狐為天兵天將擒拿。然因周信始終眷戀玉面狐，玉面狐也至死苦戀周信，並承諾願改過從善，感動了眾天人，撮合二人為正式夫妻。

## 目錄
- 第一回　周太史隱居歸仙闕　賢公子祭掃遇妖狐
- 第二回　玉面狐幻化胡小姐　癡公子書室候佳期
- 第三回　玉面狐採陽補陰　周公子貪歡致病
- 第四回　玉面狐興心食童男　小延壽摘果妖喪命
- 第五回　李蒼頭忠心勸幼主　周公子計瞞老家人
- 第六回　眾佃戶拙計捕妖狐　老蒼頭收埋壽兒骨
- 第七回　癡公子怒叱蒼頭　眾莊丁定計擒妖
- 第八回　妖狐吐丹唬莊漢　書齋媚語探周生
- 第九回　老蒼頭搶槍打妖狐　化天橋欲瞞眾莊客
- 第一十回　嵯岈洞眾狐定計　老蒼頭延師治妖
- 第十一回　迎喜觀王道捉妖　青石山妖狐鬥法
- 第十二回　半仙周府黏符　眾狐荊抽王道人
- 第十三回　王老道回觀邀眾友　老蒼頭書齋搭經台
- 第十四回　群狐大鬧撕神像　老祖令召呂真人
- 第十五回　呂祖金丹救周信　群妖法台見真人
- 第十六回　法台上呂祖勸妖狐　半虛空真人鬥道法
- 第十七回　呂真人淨室請天兵　托天王兵臨青石山
- 第十八回　天兵大戰眾妖狐　識天機雲鳳歸山
- 第十九回　青石山眾妖遭焚　玉面狐變蚊脫罩
- 第二十回　天將妖狐鬥變化　神鷹仙犬把妖擒
- 第二十一回　太平莊真人審妖　李天王回歸金闕
- 第二十二回　運玄機重生小延壽　憐物命饒放玉面狐